# Kiskassa
Kiskassa es un pueblo en el Condado de Baranya, Hungría. Se encuentra a 17 kilómetros al sureste de la ciudad Pécs, la ciudad capital de Baranya.
Contiene el albergue Ecohun, en los edificios tradicionales de Hungría.
Kiskassa tiene una comunidad muy internacional. Aquí viven los inmigrantes de los Países Bajos, Alemania, Suiza, Gran Bretaña y Finlandia. La mayoría de la población sin embargo es húngara.